# Гёусдал
Гёусдал (норв. Gausdal) — коммуна в губернии Оппланн в Норвегии. Административный центр коммуны — город Сегалстад-бру. Официальный язык коммуны — нейтральный. Население коммуны на 2007 год составляло 6129 чел. Площадь коммуны Гёусдал — 1191,63 км², код-идентификатор — 0522.

## История коммуны
Население коммуны за последние 60 лет.

Статистика коммуны Гёусдал

В Гёусдале регулярно проходят представительные шахматные турниры.

### Известные уроженцы
- Онруд, Ханс (1863—1953) — норвежский прозаик, драматург.